# Kalante
Kalante (lat. Calanthe), rod kaćunovki iz Starog (Azija, Afrika) i Novog svijeta (Amerika, Australija), smješten u tribus Collabieae.
Postoji 214 priznatih vrsta, s hibridima 221.
Po životnom obliku su pseudolukovičasti geofiti.

## Vrste
1. Calanthe abbreviata (Blume) Lindl.
2. Calanthe aceras Schltr.
3. Calanthe alba W.Suarez & Cootes
4. Calanthe × albolilacina J.J.Sm.
5. Calanthe albolutea Ridl.
6. Calanthe alismifolia Lindl.
7. Calanthe alleizettei Gagnep.
8. Calanthe alpina Hook.f. ex Lindl.
9. Calanthe alta Rchb.f.
10. Calanthe angustifolia (Blume) Lindl.
11. Calanthe aquamarina Schuit. & de Vogel
12. Calanthe arcuata Rolfe
13. Calanthe arfakana J.J.Sm.
14. Calanthe argenteostriata C.Z.Tang & S.J.Cheng
15. Calanthe arisanensis Hayata
16. Calanthe aristulifera Rchb.f.
17. Calanthe aruank P.Royen
18. Calanthe aurantiaca Ridl.
19. Calanthe aureiflora J.J.Sm.
20. Calanthe balansae Finet
21. Calanthe baliensis J.J.Wood & J.B.Comber
22. Calanthe beamanii P.J.Cribb
23. Calanthe beleensis Ormerod & P.J.Cribb
24. Calanthe bicalcarata J.J.Sm.
25. Calanthe biloba Lindl.
26. Calanthe bingtaoi J.W.Zhai, L.J.Chen & Z.J.Liu
27. Calanthe bivalvis P.J.Cribb & Ormerod
28. Calanthe brassii Ormerod
29. Calanthe brevicornu Lindl.
30. Calanthe burkei P.J.Cribb
31. Calanthe calanthoides (A.Rich. & Galeotti) Hamer & Garay
32. Calanthe camptoceras Schltr.
33. Calanthe cardioglossa Schltr.
34. Calanthe carrii Govaerts
35. Calanthe caulescens J.J.Sm.
36. Calanthe caulodes J.J.Sm.
37. Calanthe ceciliae Rchb.f.
38. Calanthe celebica Rolfe
39. Calanthe chevalieri Gagnep.
40. Calanthe chloroleuca Lindl.
41. Calanthe chrysoglossoides J.J.Sm.
42. Calanthe clavata Lindl.
43. Calanthe clavicalcar J.J.Sm.
44. Calanthe claytonii P.J.Cribb
45. Calanthe coiloglossa Schltr.
46. Calanthe conspicua Lindl.
47. Calanthe coodei P.J.Cribb
48. Calanthe cootesii Naive
49. Calanthe cremeoviridis J.J.Wood
50. Calanthe crenulata J.J.Sm.
51. Calanthe crispifolia Ormerod
52. Calanthe cruciata Schltr.
53. Calanthe crumenata Ridl.
54. Calanthe crystallina P.J.Cribb
55. Calanthe curvatoascendens Gilli
56. Calanthe davaensis Ames
57. Calanthe davidii Franch.
58. Calanthe daymanensis Ormerod & P.J.Cribb
59. Calanthe delavayi Finet
60. Calanthe densiflora Lindl.
61. Calanthe devogelii P.J.Cribb & D.A.Clayton
62. Calanthe discolor Lindl.
63. Calanthe × dominyi Lindl.
64. Calanthe dulongensis H.Li, R.Li & Z.L.Dao
65. Calanthe duyana Aver.
66. Calanthe ecallosa J.J.Sm.
67. Calanthe ecarinata Rolfe ex Hemsl.
68. Calanthe emeishanica K.Y.Lang & Z.H.Tsi
69. Calanthe engleriana Kraenzl.
70. Calanthe epiphytica Carr
71. Calanthe fargesii Finet
72. Calanthe finisterrae Schltr.
73. Calanthe fissa L.O.Williams
74. Calanthe flava (Blume) C.Morren
75. Calanthe floresana P.J.Cribb
76. Calanthe forbesii Ridl.
77. Calanthe formosana Rolfe
78. Calanthe fragrans P.Royen
79. Calanthe fugongensis X.H.Jin & S.C.Chen
80. Calanthe geelvinkensis J.J.Sm.
81. Calanthe gibbsiae Rolfe
82. Calanthe goodenoughiana Ormerod & P.J.Cribb
83. Calanthe graciliflora Hayata
84. Calanthe graciliscapa Schltr.
85. Calanthe griffithii Lindl.
86. Calanthe habbemensis Ormerod & P.J.Cribb
87. Calanthe halconensis Ames
88. Calanthe hancockii Rolfe
89. Calanthe hattorii Schltr.
90. Calanthe henryi Rolfe
91. Calanthe herbacea Lindl.
92. Calanthe hirsuta Seidenf.
93. Calanthe hololeuca Rchb.f.
94. Calanthe hoshii S.Kobay.
95. Calanthe × hsinchuensis Y.I Lee
96. Calanthe hyacinthina Schltr.
97. Calanthe imthurnii Kores
98. Calanthe inflata Schltr.
99. Calanthe insularis S.H.Oh, H.J.Suh & C.W.Park
100. Calanthe izu-insularis (Satomi) Ohwi & Satomi
101. Calanthe johorensis Holttum
102. Calanthe judithiae P.J.Cribb
103. Calanthe jusnerii Boxall ex Náves
104. Calanthe kaniensis Schltr.
105. Calanthe kemulensis J.J.Sm.
106. Calanthe keshabii Lucksom
107. Calanthe kinabaluensis Rolfe
108. Calanthe labrosa (Rchb.f.) Rchb.f.
109. Calanthe lacerata Ames
110. Calanthe lambii P.J.Cribb
111. Calanthe lamellosa Rolfe
112. Calanthe lancilabris Ormerod & P.J.Cribb
113. Calanthe lechangensis Z.H.Tsi & Tang
114. Calanthe leonidii P.J.Cribb & D.A.Clayton
115. Calanthe leucosceptrum Schltr.
116. Calanthe leuseri P.J.Cribb
117. Calanthe ligo P.J.Cribb
118. Calanthe limprichtii Schltr.
119. Calanthe longgangensis Y.S.Huang & Yan Liu
120. Calanthe longibracteata Ridl.
121. Calanthe longifolia Schltr.
122. Calanthe lyroglossa Rchb.f.
123. Calanthe madagascariensis Rolfe ex Hook.f.
124. Calanthe mannii Hook.f.
125. Calanthe maquilingensis Ames
126. Calanthe masuca (D.Don) Lindl.
127. Calanthe maxii P.O'Byrne
128. Calanthe mcgregorii Ames
129. Calanthe metoensis Z.H.Tsi & K.Y.Lang
130. Calanthe micrantha Schltr.
131. Calanthe microglossa Ridl.
132. Calanthe millikenii P.J.Cribb
133. Calanthe millotae Ursch & Genoud ex Bosser
134. Calanthe mindorensis Ames
135. Calanthe moluccensis J.J.Sm.
136. Calanthe monophylla Ridl.
137. Calanthe musa-amanii J.J.Wood
138. Calanthe nankunensis Z.H.Tsi
139. Calanthe nguyenthinhii Aver.
140. Calanthe nicolae P.O'Byrne
141. Calanthe nipponica Makino
142. Calanthe nivalis Boxall ex Náves
143. Calanthe obreniformis J.J.Sm.
144. Calanthe odora Griff.
145. Calanthe okinawensis Hayata
146. Calanthe oreadum Rendle
147. Calanthe otuhanica C.L.Chan & T.J.Barkman
148. Calanthe ovalifolia Ridl.
149. Calanthe ovata Ridl.
150. Calanthe parvilabris Schltr.
151. Calanthe pauciverrucosa J.J.Sm.
152. Calanthe pavairiensis Ormerod
153. Calanthe perrottetii A.Rich.
154. Calanthe petelotiana Gagnep.
155. Calanthe plantaginea Lindl.
156. Calanthe poiformis P.J.Cribb & Ormerod
157. Calanthe polyantha Gilli
158. Calanthe × porphyrea Rchb.f.
159. Calanthe puberula Lindl.
160. Calanthe pulchra (Blume) Lindl.
161. Calanthe pullei J.J.Sm.
162. Calanthe punctata Kurzweil
163. Calanthe reflexilabris J.J.Sm.
164. Calanthe rhodochila Schltr.
165. Calanthe rigida Carr
166. Calanthe rosea (Lindl.) Benth.
167. Calanthe rubens Ridl.
168. Calanthe rubra S.H.Oh, H.J.Suh & C.W.Park
169. Calanthe ruttenii J.J.Sm.
170. Calanthe saccata J.J.Sm.
171. Calanthe sacculata Schltr.
172. Calanthe salaccensis J.J.Sm.
173. Calanthe sandsii P.J.Cribb
174. Calanthe scaposa Z.H.Tsi & K.Y.Lang
175. Calanthe secunda P.J.Cribb
176. Calanthe seranica J.J.Sm.
177. Calanthe siargaoensis M.Leon, Naive & Cootes
178. Calanthe × sibuyanense Cootes & G.Tiong
179. Calanthe simplex Seidenf.
180. Calanthe sinica Z.H.Tsi
181. Calanthe solomonensis P.J.Cribb & D.A.Clayton
182. Calanthe spathoglottoides Schltr.
183. Calanthe speciosa (Blume) Lindl.
184. Calanthe stella P.J.Cribb
185. Calanthe striata R.Br. ex Spreng.
186. Calanthe × subhamata J.J.Sm.
187. Calanthe succedanea Gagnep.
188. Calanthe sylvatica (Thouars) Lindl.
189. Calanthe taenioides J.J.Sm.
190. Calanthe tahitensis Nadeaud
191. Calanthe taibaishanensis M.Guo, J.W.Zhai & L.J.Chen
192. Calanthe takeuchii Ormerod & P.J.Cribb
193. Calanthe tenuis Ames & C.Schweinf.
194. Calanthe torricellensis Schltr.
195. Calanthe transiens J.J.Sm.
196. Calanthe tricarinata Lindl.
197. Calanthe trifida Tang & F.T.Wang
198. Calanthe triplicata (Willemet) Ames
199. Calanthe trulliformis King & Pantl.
200. Calanthe truncata J.J.Sm.
201. Calanthe truncicola Schltr.
202. Calanthe tsoongiana Tang & F.T.Wang
203. Calanthe uncata Lindl.
204. Calanthe undulata J.J.Sm.
205. Calanthe unifolia Ridl.
206. Calanthe × varians J.J.Sm.
207. Calanthe velutina Ridl.
208. Calanthe ventilabrum Rchb.f.
209. Calanthe versteegii J.J.Sm.
210. Calanthe vestita Wall. ex Lindl.
211. Calanthe villosa J.J.Sm.
212. Calanthe wenshanensis J.W.Zhai, L.J.Chen & Z.J.Liu
213. Calanthe whistleri P.J.Cribb & D.A.Clayton
214. Calanthe whiteana King & Pantl.
215. Calanthe womersleyi P.J.Cribb & Ormerod
216. Calanthe woodii P.J.Cribb
217. Calanthe wuxiensis H.P.Deng & F.Q.Yu
218. Calanthe yaoshanensis Z.X.Ren & H.Wang
219. Calanthe yueana Tang & F.T.Wang
220. Calanthe yuksomnensis Lucksom
221. Calanthe zollingeri Rchb.f.